# Bolbait
Bolbait (en castellà, Bolbaite) és un municipi del País Valencià de la comarca de la Canal de Navarrés. Actualment té 1356 habitants (INE 2019).

## Geografia
Situat a la conca del riu Sellent, Bolbait es troba al centre de la comarca. La superfície del terme és ondulada, alçant-se d'est a oest, des dels 250 fins als 600 m.
El terme municipal limita amb Xella, Énguera, Navarrés i Quesa. S'arriba des de València, a través de la A-7 i la CV-580.

## Història
Hi ha referències que indiquen que va estar poblat en èpoques prehistòriques i també pels ibers. Però la fundació del lloc és musulmana; tal com indica el nom Albait, que en àrab significa alqueria o caseriu. La conquesta cristiana tingué lloc en 1244 i el poble mantingué la població àrab, la qual, sota el comandament d'Azadrac, es revoltà contra Jaume I (1208-1276), qui va derrotar-los i, després d'expulsar-los, va repoblar Bolbait amb moros fidels procedents d'altres contrades. Pasqual Maçana, en maig de 1394, assolí el senyoriu del lloc. En 1443 passà a mans de Joan Marradés amb la categoria de baronia. En 1535 s'independitzà de la parròquia de Xella. Fou lloc de moriscs –l'any 1609 l'habitaven 210 famílies segons el Cens de Caracena– i després de la seua expulsió va quedar despoblat. Es va repoblar, segons la carta pobla del 1612, amb 16 famílies procedents d'altres llocs; durant el segle xvii els senyors feudals van ser els Cabanyelles i els Pardo de la Casta, barons d'Alaquàs; posteriorment passà a mans dels Fernàndez de Còrdova, comtes de Priego, als Lanti della Rovere i, finalment, als Manfredi.

## Demografia
| Gràfica d'evolució de Bolbait entre 1842 i 2010                   |
|                                                                   |
| Població resident (1842-2010) segons el cens de població de l'INE |

| 1990  | 1992  | 1994  | 1996  | 1998  | 2000  | 2002  | 2004  | 2005  | 2006  | 2007  | 2012  | 2018 | 2019 |
| ----- | ----- | ----- | ----- | ----- | ----- | ----- | ----- | ----- | ----- | ----- | ----- | ---- | ---- |
| 1.420 | 1.402 | 1.421 | 1.439 | 1.432 | 1.411 | 1.436 | 1.458 | 1.452 | 1.385 | 1.515 | 1.489 | 1347 | 1356 |

## Economia
En la zona d'horta es conreen principalment els cítrics, altres fruiters i hortalisses que es reguen amb aigües de la font de 'Las Fuentes'. També es habitual el cutiu de tabac amb el qual s'elabora cigarrets i purs artesanals encara que majoritàriament dins d'una economia submergida. Com a conreus de secà, si fan els garrofers i destaquen les plantacions d'oliveres que suposen més del 50% de la producció anual agrícola de secà. Cal mencionar l'excel·lent qualitat de l'oli d'oliva verge.

## Política i govern

### Composició de la Corporació Municipal
El Ple de l'Ajuntament està format per 9 regidors. En les eleccions municipals de 26 de maig de 2019 foren elegits 6 regidors del Partit Socialista del País Valencià (PSPV-PSOE) i 3 del Partit Popular (PP).
| Eleccions municipals de 26 de maig de 2019 - Bolbait                                                                          |                                          |                                     |                                     |        |          |          |
| Candidatura | Candidatura                              | Candidatura                         | Cap de llista                       | Vots   | Vots     | Regidors |
| | Partit Socialista del País Valencià-PSOE |                                     | Carolina Mas Monteagudo             | 630    | 66,67%   | 6 (+1)   |
| | Partit Popular                           |                                     | José Joaquín Serrano Novella        | 304    | 32,17%   | 3 (-1)   |
| | Vots en blanc                            |                                     |                                     | 11     | 1,16%    |          |
| Total vots vàlids i regidors                                                                                                  | Total vots vàlids i regidors             | Total vots vàlids i regidors        | Total vots vàlids i regidors        | 945    | 100 %    | 9        |
| | Vots nuls                                | Vots nuls                           | Vots nuls                           | 11     | 1,16%    |          |
| Participació (vots vàlids més nuls)                                                                                           | Participació (vots vàlids més nuls)      | Participació (vots vàlids més nuls) | Participació (vots vàlids més nuls) | 956    | 85,82%** |          |
| Abstenció | Abstenció                                | Abstenció                           | Abstenció                           | 158*   | 14,18%** |          |
| Total cens electoral | Total cens electoral                     | Total cens electoral                | Total cens electoral                | 1.114* | 100 %**  |          |
| Alcaldessa: Carolina Mas Monteagudo (PSPV-PSOE) (15/06/2019) Per majoria absoluta dels vots dels regidors                     |                                          |                                     |                                     |        |          |          |
| Fonts: JEC, JEZ Xàtiva, M. Interior, Periòdic Ara. (* No són vots sinó electors. ** Percentatge respecte del cens electoral.) |                                          |                                     |                                     |        |          |          |

### Alcaldes
Des de 2015 l'alcaldessa de Bolbait és Carolina Mas Monteagudo del Partit Socialista del País Valencià (PSPV-PSOE).
| Període                       | Alcalde o alcaldessa              | Partit polític | Data de possessió | Observacions          |
| ----------------------------- | --------------------------------- | -------------- | ----------------- | --------------------- |
| 1979–1983                     | Luis Juares Argente               | CIEB           | 19/04/1979        | --                    |
| 1983–1987                     | Luis Juares Argente               | CIEB           | 28/05/1983        | --                    |
| 1987–1991                     | Luis Juares Argente Benito García | CIEB ??        | 30/06/1987 ??     | Dimissió/renúncia n/d |
| 1991–1995                     | Evaristo Argente García           | PSPV-PSOE      | 15/06/1991        | --                    |
| 1995–1999                     | Evaristo Argente García           | PSPV-PSOE      | 17/06/1995        | --                    |
| 1999–2003                     | José Luís Juárez García           | PSPV-PSOE      | 03/07/1999        | --                    |
| 2003–2007                     | José Luís Juárez García           | PSPV-PSOE      | 14/06/2003        | --                    |
| 2007–2011                     | Práxedes Polop Argente            | PP             | 16/06/2007        | --                    |
| 2011–2015                     | Práxedes Polop Argente            | PP             | 11/06/2011        | --                    |
| 2015–2019                     | Carolina Mas Monteguado           | PSPV-PSOE      | 13/06/2015        | --                    |
| 2019-2023                     | Carolina Mas Monteguado           | PSPV-PSOE      | 15/06/2019        | --                    |
| Des de 2023                   | n/d                               | n/d            | 17/06/2023        | --                    |
| Fonts: Generalitat Valenciana |                                   |                |                   |                       |

## Monuments
- Església de Sant Francesc de Paula. Construïda en 1521 i reconstruïda, en estil barroc, en 1780.
- Ermita de Santa Bàrbara.
- Castell. Va haver de quedar arruïnat ja en època àrab. Nogensmenys, en el segle xvi els senyors de Pardo Costa hi construïren la seua casa palau. L'ajuntament va comprar-lo i, actualment, es troba en fase de rehabilitació com a Bé d'Interès Cultural.

## Festes locals
- Festes Patronals. Se celebren la setmana posterior a la Setmana Santa, en honor del patró San Francesc de Paula. Estes festes tenen gran tradició i desperten l'interès per la desfilada de Comparses de Moros i Cristians (el diumenge següent a la Pasqua).
- Estiu Cultural. Del 22 de juliol al 13 d'agost, amb activitats culturals, lúdiques i esportives.
- Santa Bàrbara. Se celebra el primer cap de setmana de desembre.